# Martin Aristide Okouda
Martin Aristide Léopold Okouda, né le 6 septembre 1951 à Yaoundé et mort le 9 avril 2021 dans le 15e arrondissement de Paris, est un haut commis de l’État camerounais, plusieurs fois ministre.

## Études
Il fait ses études primaires à Yaoundé et ses études secondaires au Lycée Général-Leclerc où il obtient le Baccalauréat en 1973. Ses études supérieures se déroulent à France à Paris où il obtient les diplômes ci-après : Licence en sciences économiques, DES en sciences économiques (à La Sorbonne), le diplôme de l’Institut d’Administration des Entreprises de Paris, ainsi que le diplôme de Sciences Po Paris (IEP), section économie,

## Carrière administrative
De 1977 à 1979, il est stagiaire à la Banque Worms de Paris et sera également, pendant quelque temps, enseignant de gestion dans un centre de formation professionnelle continue à Paris. En 1980, il est recruté au Ministère de l’Économie et du Plan et sera tour à tour Chef de service Adjoint du contrôle des entreprises à la Direction de l’Industrie (1981-1982), Sous-directeur des financements Extérieurs à la Direction de la programmation (1982-1983), Directeur Adjoint de la Coopération Économique et Technique et cumulativement Sous-directeur de la Coopération Internationale et Multilatérale au Ministère du plan et de l’Aménagement du Territoire (26 septembre 1983- 6 mars 1987).

## Fonctions à la Présidence et Fonctions ministérielles
Le 6 mars 1987, il est nommé chargé de Mission au Cabinet du président de la République. Puis de 1989 à 1991, il est chargé de mission au Secrétariat Général de la Présidence de la République. Le 31 juillet 1991, il est nommé Conseiller Spécial du Premier Ministre Sadou Hayatou et est l'une des éminences grises les plus actives du régime.
Du 27 novembre 1992 au 18 mars 2000 il occupe le poste de Ministre chargé de Mission à la Présidence de la République. Le 18 mars 2000 il est promu Ministre des Investissements Publics et de l’Aménagement du Territoire. À cette période, il est Président en exercice du Conseil des Ministres de la Communauté Économique et Monétaire de l'Afrique Centrale (CEMAC). Du 24 août 2002 au 8 décembre 2004, il devient Ministre des Affaires Économiques de la programmation et de l’Aménagement du Territoire. Le 8 décembre 2004, il occupe le portefeuille de Ministre des travaux publics, poste auquel l’intéressé quittera le gouvernement quelques années plus tard.
En 2012, le nom de l’ancien ministre de l’économie et du plan Martin Aristide Okouda avait été porté par le Cameroun pour une candidature de substitution à celle d’Antoine Tsimi au poste de Secrétaire exécutif de la Communauté économique des États de l’Afrique centrale (CEMAC). Cependant le principe de rotation fut adopté lors de ce sommet CEMAC, octroyant le poste au Congo. 

## Autres fonctions
Martin Okouda est membre titulaire du comité central du RDPC (Rassemblement Démocratique du Peuple Camerounais), parti au pouvoir.Il est aussi par ailleurs PCA de la Société Commerciale de Banque Cameroun (SCB) détenue majoritairement par le Groupe Attijariwafa Bank et PCA de l’ARSEL (Agence de Régulation du Secteur de l’Électricité).
Fils de la femme du Pr René Essomba, un ami intime du président camerounais, Martin Okouda est également le neveu du milliardaire Damase Omgba homme d’affaires et ancien proche du président de la République.